# Поворот не туди 7: Спадщина
«Поворот не туди: Спадщина» — фільм 2021 року спільного виробництва Німеччини, США й Великої Британії. Режисер Майк П. Нельсон; сценарист Алан Б. Макелрой. Продюсери Джеймс Гарріс й Роберт Кульцер. Світова прем'єра відбулася 26 січня 2021 року; прем'єра в Україні — 25 лютого 2021-го.

## Зміст
Компанія друзів вирушає в похід по Аппалачській стежці. В цих місцях вони зустрічають поселення людей, мешканці якого живуть у горах сотні років. Поведінка місцевих мешканців зовсім не доброзичлива.

## Цікаві факти
- Це сьомий фільм в серії «Поворот не туди».
- Дейзі Гед — дочка актора Ентоні Геда, який знімався разом з Елайзою Душку, виконавицею головної ролі в фільмі «Поворот не туди» (2003), та у багатьох епізодах телесеріалу «Баффі — переможниця вампірів» (1997).

## В ролях
- Шарлотта Вега
- Білл Сейдж
- Емма Дюмон
- Дейзі Гед
- Меттью Модайн
- Вардаан Арора
- Тім Де Зарн
- Дем'єн Маффей